# Nicolás Gastón Avellaneda
Nicolás Gastón Avellaneda (Río Tercero, Córdoba, 24 de febrero de 1993) es un futbolista argentino que se desempeña en la posición de arquero y su actual equipo es  Chacarita Juniors de la Primera B Nacional.

## Trayectoria
Se unió a Lanús en 2007 y a partir de ahí empezó a hacer las categorías inferiores. Estuvo sentado en el banco de suplentes por primera vez el 6 de octubre de 2014 en un partido frente a Rosario Central por la fecha 10 del Campeonato de 2014, pero Nicolás no pudo debutar.
Tras varias temporadas sin ver minutos, en enero de 2018 es cedido a Defensa y Justicia. Luego, es cedido consecutivamente a Ferro Carril Oeste, Santamarina y San Martín.
Ya libre de Defensa y Justicia, en noviembre de 2022 fue anunciado como nuevo jugador de San Luis de la Primera B de Chile, con vistas a la temporada 2023.Tras una destacada campaña, en enero de 2024 es anunciado como nuevo jugador de Cobreloa de la Primera División chilena.
En enero de 2025 fue presentado en Chacarita Juniors de la Primera Nacional llego libre luego de terminar contrato con Cobreloa de la Primera División chilena actualmente es el primer arquero de Chacarita Juniors

## Estadísticas
Actualizado al 15 de octubre de 2022
| Lanús Argentina | 1.ª                 | 2012-13             | 0  | 0    | 0 | 0 | — | — | 0  | 0   |
| Lanús Argentina | 1.ª                 | 2013-14             | 0  | 0    | 0 | 0 | — | — | 0  | 0   |
| Lanús Argentina | 1.ª                 | 2014                | 0  | 0    | 0 | 0 | — | — | 0  | 0   |
| Lanús Argentina | 1.ª                 | 2015                | 0  | 0    | 0 | 0 | — | — | 0  | 0   |
| Lanús Argentina | 1.ª                 | 2016                | 0  | 0    | 0 | 0 | — | — | 0  | 0   |
| Lanús Argentina | 1.ª                 | 2016-17             | 0  | 0    | 0 | 0 | — | — | 0  | 0   |
| Lanús Argentina | 1.ª                 | 2017-18             | 0  | 0    | 0 | 0 | — | — | 0  | 0   |
| Lanús Argentina | Total               | Total               | 0  | 0    | 0 | 0 | 0 | 0 | 0  | 0   |
| Defensa y Justicia Argentina | 1.ª                 | 2017-18             | 1  | -1   | 0 | 0 | — | — | 1  | -1  |
| Defensa y Justicia Argentina | 1.ª                 | 2018-19             | 0  | 0    | 0 | 0 | — | — | 0  | 0   |
| Defensa y Justicia Argentina | 1.ª                 | 2019-20             | 0  | 0    | 0 | 0 | — | — | 0  | 0   |
| Defensa y Justicia Argentina | Total               | Total               | 1  | -1   | 0 | 0 | 0 | 0 | 1  | -1  |
| Ferro Argentina | 2.ª                 | 2020                | 7  | -11  | 0 | 0 | — | — | 7  | -11 |
| Ferro Argentina | Total               | Total               | 7  | -11  | 0 | 0 | 0 | 0 | 7  | -11 |
| Santamarina Argentina | 2.ª                 | 2021                | 28 | -39  | 0 | 0 | — | — | 28 | -39 |
| Santamarina Argentina | Total               | Total               | 28 | -39  | 0 | 0 | 0 | 0 | 28 | -39 |
| San Martín Argentina | 2.ª                 | 2022                | 36 | -30. | 0 | 0 | — | — | 36 | -30 |
| San Martín Argentina | Total               | Total               | 36 | -30  | 0 | 0 | 0 | 0 | 36 | -30 |
| Total en su carrera | Total en su carrera | Total en su carrera | 72 | -81  | 0 | 0 | 0 | 0 | 72 | -81 |
| (1) La copa nacional se refiere a la Copa Argentina y Supercopa Argentina . (2) La copa internacional se refiere a la Copa Sudamericana, Recopa Sudamericana, Copa Libertadores y Copa Suruga Bank. (3) Promedio de goles recibidos por partidos no incluye goles recibidos en partidos amistosos. |                     |                     |    |      |   |   |   |   |    |     |